# Jean Le Caron de Mazencourt
Pour les articles homonymes, voir Lecaron.
Jean Le Caron, seigneur de Mazencourt, de Chelles, de Rouallait et du Roquet, est un homme politique français, député à l'Assemblée législative, né le 17 novembre 1735 à Compiègne (Oise) et décédé le 28 septembre 1809 dans la même ville.

## Biographie
Jean Le Caron de Mazencourt est le fils de Nicolas Abraham Le Caron, seigneur de Mazencourt, receveur à Auxerre, et de Marie Catherine Lévesque.
Commandant de la Garde nationale à Compiègne, maire de la ville, il est élu député à l’Assemblée législative, où il siège parmi les plus modérés. Les excès révolutionnaires le conduisirent à s’exiler.
Il parvient, cependant à se faire rayer de la liste des émigrés, puis à rentrer en France en 1796. Il ne semble dès lors pas avoir eu d’activité publique jusqu’à sa mort.

## Sources
- « Jean Le Caron de Mazencourt », dans Adolphe Robert et Gaston Cougny, Dictionnaire des parlementaires français, Edgar Bourloton, 1889-1891 [détail de l’édition]